# Marissa Bode
Marissa Bode (Mazomanie Wisconsin, 28 de agosto de 2000) es una actriz estadounidense. Hizo su debut cinematográfico como Nessarose Thropp en las películas musicales Wicked (2024) y Wicked: For Good (2025).

## Primeros años y educación
Bode nació en Mazomanie, Wisconsin. A la edad de 11 años, adquirió una discapacidad después de un accidente automovilístico y desde entonces usa una silla de ruedas para poder desplazarse. Comenzó a actuar en la escuela y en producciones locales y su primer papel fue el de huérfana en El príncipe y el mendigo.
Se graduó de la Academia Americana de Música y Drama y vive en Los Ángeles.

## Carrera

### Escenario
Bode ha actuado en el escenario desde los ocho años en producciones locales como La pequeña tienda de los horrores, Peter Pan y Mary Poppins.

### Cine y televisión
Bode escribió, dirigió y produjo su primer cortometraje en 2021, llamado You're Adorable.
En 2022 se anunció que interpretaría a Nessarose, la hermana de Elphaba y la Malvada Bruja del Este, en las adaptaciones cinematográficas de Wicked, haciendo su debut cinematográfico. Hizo historia por ser la primera usuaria de silla de ruedas en interpretar al personaje, quien también usa silla de ruedas. Bode compartió su entusiasmo por el papel y por poder representar a mujeres en situación de discapacidad en la película: "Ser esa representación no solo para las personas con discapacidad sino también para las personas con discapacidad de color es muy emocionante y surrealista". También elogió la accesibilidad del set de Wicked y consideró que fue diseñado teniendo en mente a los usuarios de sillas de ruedas. El set tenía una coordinadora de discapacidad, Chantelle Nassari, que también usa silla de ruedas, que visitaba los sets antes que Bode para anticipar cualquier problema que Bode pudiera tener en el set para que pudieran solucionarse de antemano. El director Jon M. Chu afirmó que hacer que el set fuera accesible fue "uno de los procesos más esclarecedores y hermosos por los que he pasado. Es necesario que haya accesibilidad, no solo cuando estamos en el set detrás de escena, sino que es necesario presentar accesibilidad en el propio Oz".
Como parte de la campaña de marketing de la película, Mattel, una de las marcas colaboradoras, lanzó siete muñecas de los personajes principales, incluidos Elphaba, Glinda y Nessarose, con trajes y accesorios removibles y construidas a semejanza de los actores.

## Vida personal
Desde septiembre de 2023, Bode está en una relación con su pareja Lauren Brooks.

## Filmografía

### Cine
| Año  | Título           | Papel                    | Notas                                                |
| ---- | ---------------- | ------------------------ | ---------------------------------------------------- |
| 2013 | Carsleepers      | Cassie Hairston          | Cortometraje                                         |
| 2019 | No Roles Written | Calíope                  | Cortometraje                                         |
| 2021 | You're Adorable  |                          | Cortometraje - escritora, directora y productora     |
| 2024 | Wicked           | Nessarose "Nessa" Thropp | Nominada al premio Astra Film Award al mejor reparto |
| 2025 | Wicked: For Good | Nessarose "Nessa" Thropp | Postproducción                                       |